# Papinska konklava 1088.
Papinska konklava, 1088. je održana 12. ožujka 1088. godine u mjestu Terracina. Do nje je došlo nakon višemjesečne sedisvakancije izazvane smrću pape Viktora III., ali i u jeku borbe za investituru tokom koje je Rim učestalo prelazio iz ruku pristaša rimsko-njemačkog cara Henrika IV. i njegovog protupape Klementa III. u ruke pristaša papinske crkveno-reformatorske stranke i obrnuto. U trenutku izbora je Klement držao vlast u Rimu, te su sljedbenici papinske stranke izbor održali pod zaštitom grofice Matilde Toskanska i normanskih trupa.
Do okupljanja je došlo 9. ožujka gdje je uz biskupe je bilo prisutno i niže svećenstvo, Matilda i rimski prefekt Benedetto. Nakon tri dana posta i molitvi je održan konačna sjednica na kome je za papu izabranu Odo de Lagery, kardinal-biskup Ostije. Izbor je proglasio Petar Igneus. Odo je isti dan ustoličen i uzeo ime Urban II. U Rim je, međutim, stigao tek u studenom.

## Kardinali
Na konklavi su bila prisutna šestorica kardinala.
| Kardinal        | Naslov i titula           | Zaređen         | Zaredio ga                 |
| --------------- | ------------------------- | --------------- | -------------------------- |
| Ubaldo          | Kardinal-biskup Sabina    | 1063.           | Aleksandar II.             |
| Giovanni Minuto | Kardinal-biskup Tusculuma | 1066.           | Aleksandar II.             |
| Peter Igneus    | Kardinal-biskup Albana    | 1072.           | Aleksandar II.             |
| Odon de Lagery  | Kardinal-biskup Ostije    | 1080.           | Grgur VII.                 |
| Giovanni        | Kardinal-biskup Porta     | 1085. ili 1087. | Grgur VII. ili Viktor III. |
| Bruno           | Kardinal-biskup Segnia    | 1079.           | Grgur VII.                 |

## Pomoćnici
Dva kardinala nižeg ranga, jedan kardinal-prezbiter i kardinal-đakon bili su prisutni na konklavi.
| Kardinal          | Naslov i titula         | Zaređen | Zaredio ga |
| ----------------- | ----------------------- | ------- | ---------- |
| Rainiero          | Svećenik u S. Clementu  | 1078.   | Grgur VII. |
| Oderisio de Marsi | Đakon Lateranske palače | 1059.   | Nikola II. |